# Фокс, Уильям (продюсер)
Уильям Фокс (англ. William Fox, настоящее имя Вильгельм Фукс нем. Wilhelm Fuchs, или Вильмош Фрид венг. Vilmos Fried; 1 января 1879 — 8 мая 1952) — один из пионеров американской кинематографии, основал корпорацию Fox Film в 1915 году. В 1933 году Фокс продал свою долю в компании, чтобы спасти её от банкротства, однако его имя живёт в названиях различных средств массовой информации, которые в настоящее время принадлежат Руперту Мердоку, в первую очередь телевизионной сети Fox, Fox News Channel, 20th Century Fox и 21st Century Fox.

## Биография

### Детство
Фокс родился в городе Тольчва, Австро-Венгрия (ныне Венгрия) в семье немецких евреев — Михаэля Фрида и Анны Фукс. Родители назвали мальчика Вильгельм или Вильмош. Семья эмигрировала в Соединённые Штаты, когда Вильгельму было всего 9 месяцев, и поселилась в Нью-Йорке. В семье было 13 детей, только шесть из них выжили, остальные умерли во младенчестве. Вильгельм работал разносчиком газет и в меховом и швейном производстве. В Америке его семья сменила фамилию на Фокс, а он получил имя Уильям (по фамилии матери — «Фукс» по-немецки значит «лисица», также как и «Фокс» по-английски). В детстве Уильям Фокс упал с тележки на льду и сломал левую руку в трёх местах. Из-за отсутствия средств на квалифицированную медицинскую помощь его отвели к местному врачу, который удалил локтевой сустав. В результате рука осталась практически неподвижной и нефункциональной на всю жизнь. Несмотря на это, Фокс проявлял настойчивость: он играл в уличный баскетбол одной рукой, а во взрослом возрасте демонстрировал высокие результаты в гольфе.
С девяти лет Фокс начал работать — он управлял тележкой, продавая конфеты, газеты, зонты и домашнее пиво, изготовленное его отцом. В подростковом возрасте он оставил школу, указав ложный возраст, чтобы устроиться на швейную фабрику. Рабочий день составлял двенадцать часов. На тот момент профсоюзы отсутствовали, и государственное регулирование условий труда было минимальным. Начав с должности укладчика ткани, Фокс вскоре стал мастером склада, руководя двенадцатью закройщиками и получая 17 долларов в неделю — суммы, достаточной для поддержки семьи. Он даже временно отказался от подготовки к собственной бар-мицве, притворившись больным, чтобы взять выходной для работы. Фокс трудился шесть дней в неделю, отличаясь трудолюбием и целеустремлённостью. Его отец не одобрял стремления сына к постоянному труду и финансовой самостоятельности. «Отец... был просто счастлив, когда работал так, чтобы хватало на жизнь. Он никогда не волновался», — с горечью вспоминал Уильям. — «Я делал всё: волновался, вёл переговоры, выбивал цену на еду». Его обида на отца была столь велика, что после его смерти в 1936 году, как сообщается, он плюнул на гроб и пробормотал: «Сукин сын».
В подростковом возрасте Уильям Фокс выступал в водевильном номере с Клиффом Гордоном под названием «Братья Шмальц», однако без заметного успеха. Позднее он занимал должности менеджера и агента труппы, получив начальный опыт организации и администрирования. Продолжая работать на фабрике, Фокс женился в возрасте 20 лет на 16-летней Еве Лео. После свадьбы он обратился к своему работодателю с просьбой повысить заработную плату на 3 доллара, чтобы обеспечивать семью. Получив отказ, он уволился. Фокс накопил средства, достаточные для открытия собственного дела. Некоторые источники указывают, что он владел фабрикой Knickerbocker Cloth Examining and Shrinking Company, однако, по данным киноведа Меррилла Т. Маккорда, фактически владельцем он не был.

### Первые шаги в киноиндустрии
Впечатление, произведённое на него фильмом «Большое ограбление поезда» (1903) Эдвина Портера, стало поворотным моментом. В 1904 году Фокс совместно с двумя партнёрами собрал стартовый капитал по 1666 долларов с каждого и арендовал помещение на Бруклинской Пенни-аркаде за 5000 долларов. В здании располагались никелодеон на первом этаже и кинотеатр на третьем. По некоторым данным, помещение ранее принадлежало Джеймсу Стюарту Блэктону, одному из основателей компании Vitagraph. Позднее Уильям Фокс вспоминал, что его решение заняться кинобизнесом было строго коммерческим. Он отмечал, что искал сферу применения своим деловым навыкам, которые не реализовывались в текстильной промышленности. Однако вскоре после аренды помещения он понял, что стал жертвой обмана: продавец, Блэктон, искусственно создал видимость успешного предприятия, заполнив зал подставными зрителями. На следующий день кинотеатр посетили только два клиента. Несмотря на это, Фокс не отказался от проекта. По совету знакомого он нанял цирковых артистов, которые устраивали уличные выступления у входа, привлекая внимание прохожих. Один из артистов, по словам Фокса, изображал «глотателя шпаг» и собирал у театра толпу, которую затем приглашали пройти в зал на третий этаж. После окончания представления зрителям показывали короткометражные немые фильмы, несмотря на их скромное содержание, публика реагировала положительно. В течение первой недели Фокс не взимал плату за вход, формируя постоянную аудиторию. После этого он начал продавать билеты, сохранив приток зрителей. Дополнительный доход обеспечивали торговые автоматы и киоски у выхода, поскольку сдача выдавалась мелкими монетами, которые зрители часто сразу тратили. Успешно преобразовав нерентабельный кинотеатр в прибыльное предприятие, Фокс в дальнейшем расширил свою деятельность. Он стал владельцем сети из 25 никелодеонов и водевильных театров в Бруклине и Манхэттене. Эти залы вмещали менее 299 человек, что позволяло им не подпадать под более строгие требования, предъявлявшиеся к крупным театрам. В случаях приобретения больших площадок Фокс налаживал связи с представителями политической организации Tammany Hall, чтобы получать необходимые разрешения от пожарной инспекции.
Уильям Фокс ориентировал свои театры на семейную аудиторию, уделяя внимание как чистоте залов, так и содержанию программ. Он принципиально отказывался демонстрировать на сцене или экране материалы, которые считал неприемлемыми для показа жене и детям. По его утверждению, рядом с его кинотеатрами вскоре закрылись несколько питейных заведений, утративших аудиторию. В рамках краткосрочной кампании Фокс пригласил активистку движения за трезвость Кэрри Нэйшн, организовав её лекции о вреде алкоголя. Турне сопровождалось коммерческим успехом. Несмотря на разногласия с Нэйшн, он обеспечил ей поддержку в продвижении моральных идей на своей площадке. Фокс активно использовал современные подходы к популяризации контента. В его театрах певцы, нанятые музыкальными издателями, исполняли новые песни, а для вовлечения публики на экран проецировались слайды с текстами, позволяя зрителям подпевать — приём, ставший предшественником формата синхронного музыкального сопровождения в кинотеатрах.

#### Борьба с Motion Picture Patents Company
В 1907 году Уильям Фокс сделал следующий шаг в развитии своего бизнеса, основав собственную дистрибьюторскую компанию Greater New York Rental Company, занимавшуюся обменом киноплёнок. Это стало важным этапом в формировании независимого кинопроката вне контроля монополии, известной как Кинотрест (Motion Picture Patents Company). Несмотря на усилия Фокса по улучшению репутации кино как семейного развлечения, представители реформаторских движений продолжали обвинять кинематограф в моральной деградации. В начале 1910-х годов в прессе появлялись публикации, описывающие кинотеатры как «очаги распространения болезней» и «школы зла», а сами фильмы — как источник безнравственного поведения.
В условиях нарастающей критики со стороны защитников общественной морали, обеспокоенных содержанием фильмов и условиями в кинотеатрах, Уильям Фокс занял активную позицию в защите индустрии. В 1907 году в Чикаго был принят первый нормативный акт о кинематографической цензуре, обязывавший театры получать разрешения полиции на показ фильмов. В других городах, включая Нью-Йорк, кинотеатрам было предписано размещать залы исключительно на первых этажах зданий. В декабре 1908 года полиция Нью-Йорка провела рейды на никелодеоны, демонстрировавшие откровенные сцены, и закрыла их. Для возобновления работы владельцы кинотеатров были вынуждены пообещать отказ от демонстрации сомнительного контента. Они объединились в союз, избрав своим лидером Уильяма Фокса, известного репутацией владельца «семейных» кинотеатров и активного противника цензурных ограничений и монополии Треста. Союзу удалось предотвратить запрет показов фильмов по воскресеньям. Продолжая расширять бизнес, Фокс приобрёл ряд никелодеонов и водевильных театров, в том числе престижный зал New York Academy of Music на 14-й улице. Он сочетал кинопоказы с водевильными номерами, что позволило привлекать широкую аудиторию, включая рабочий класс. К началу 1910-х годов он отметил рост популярности кино по сравнению с традиционным водевилем, объясняя это соответствием фильмов духу времени — стремлению к скорости и активности. К 1910 году устаревшие никелодеоны начали уступать место специализированным кинотеатрам, обеспечивавшим лучшие условия: вентиляцию, чистоту и комфорт. Фокс, ориентируясь на более обеспеченную публику, пришёл к выводу, что необходимо повышать художественное качество фильмов, за которое зритель готов платить.
В начале 1910-х годов Уильям Фокс вступил в жёсткое противостояние с Трестом, монополией, контролировавшей кинопроизводство, прокат и цены на киноплёнку. Его компания Greater New York Rental Company оставалась одним из немногих независимых прокатчиков. Когда представители General Film Company (дистрибьюторского крыла Треста) отказались покупать бизнес Фокса за запрошенные им $150,000, они аннулировали его лицензию на показ фильмов, обвинив в демонстрации продукции Треста в борделе. Фокс предложил снизить цену до $90,000, после чего лицензия была восстановлена — но он передумал продавать, и её снова отозвали. Фокс подал в суд, заручившись поддержкой Tammany Hall, и добился судебного запрета против действий Треста. Он также оказал давление на федеральные власти, добившись применения антимонопольного закона Sherman Act. Вскоре за ним последовали и другие независимые прокатчики. Во время конфликта Фокс нанял бывшего журналиста и антикоррупционного активиста Уинфилда Шихэна, который стал его правой рукой и затем занял руководящие посты в его компании. Благодаря упорству Фокса, дело дошло до апелляционного суда, и в 1912 году General Film Company согласилась выплатить ему $350,000. Это совпало с политическим давлением на президента Уильяма Тафта, который накануне выборов инициировал антимонопольное разбирательство против Треста. Формально Motion Picture Patents Company была распущена только к 1918 году, после завершения всех апелляций. Победа Фокса сыграла ключевую роль в падении монополии и дала толчок развитию независимого кинопроизводства. Журнал Moving Picture World назвал его «воином», бросившим вызов всемогущему альянсу. Даже The New York Times писала, что «он выглядел как бульдог, тявкающий на слона — но именно бульдог победил».

### Основание Fox Film Corporation
В 1913 году Фокс основал Box Office Attraction Film Rental Company, позже переименованную в Box Office Attraction Company of America, дополнив ею свою прокатную сеть. Это стало началом его полноценного выхода на территорию кинопроизводства. После основания Box Office Attraction Film Rental Company Фокс начал активно развивать собственное кинопроизводство. Уже в 1914 году он выпустил свой первый полнометражный фильм «Витрина магазина жизни», снятый под руководством режиссёра Дж. Гордона Эдвардса, которого Фокс предварительно отправил в Европу для изучения киноискусства. Несмотря на прохладный приём критиков, картина положила начало стабильному выпуску фильмов компанией Фокса. К 1914 году компания Box Office Attraction расширила линейку релизов до нескольких полнометражных фильмов, а сам Фокс окончательно утвердился в роли независимого продюсера. Разразившаяся в это же время Первая мировая война фактически парализовала европейское кино, особенно во Франции — лидере отрасли на тот момент. Это дало США шанс на доминирование, которым Фокс успешно воспользовался, продвигая американское кино в условиях резко возросшего мирового спроса на фильмы.
В 1915 году Уильям Фокс провёл крупную реорганизацию своего бизнеса, объединив театральные, прокатные и производственные подразделения под единым управлением. Так была основана компания Fox Film Corporation. В её состав вошли Box Office Attraction Company, William Fox Circuit of Theatres Corporation, William Fox Theatrical Enterprises, Fox Theatres, Fox Varieties Company и другие дочерние предприятия. Это стало важным шагом в трансформации Фокса из прокатчика и владельца кинотеатров в полноценного медиамагната. На этом этапе Фокс сохранял жёсткий контроль над бизнесом, лично назначая родственников на ключевые позиции. Он избегал публичности, стесняясь своего внешнего вида, инвалидности и недостаточного образования, предпочитая оставаться в тени собственной империи. Тем не менее, именно в этот период он превратился в одного из главных игроков развивающейся американской киноиндустрии.
В 1919 году он также основал студию Fox News, специализировавшуюся на кинохронике.
В 1924 году Фокс купил патент у Гаррисона Оуэнса на его разработку записи звука на плёнке, в июле 1926 года он приобрёл американские права на систему звукового кинематографа немецкого изобретения «Триэргон», а затем приступил к покупке полных прав на «Мувитон», изобретение Теодора Кейса, позволявшее производить оптическую запись звуковой дорожки на киноплёнку. Тогда же, для дальнейшего совершенствования системы записи звука, Фокс нанял работавшего у Кейса Эрла Спонсэбла.
Уже в 1926 году студия Фокса использовала «Мувитон» при съёмке нескольких короткометражных фильмов и картины «Сколько стоит победа?» (англ. What Price Glory?) с несинхронной музыкально-шумовой фонограммой. В следующем году с таким же звуковым оформлением на экраны вышел художественный фильм Фридриха Вильгельма Мурнау «Восход солнца», получивший в 1929 году три «Оскара» на самой первой церемонии вручения премии.
В декабре 1927 года студия кинохроники Fox News была преобразована в Fox Movietone News, ставшей вплоть до 1963 года одним из основных производителей кинохроники в США, наряду с такими студиями, как Universal Newsreel (1929—1967) и The March of Time (1935—1951). Система «Мувитон» использовалась студиями Фокса для всех звуковых постановок вплоть до 1931 года.
В марте 1927 года Фокс стал основным владельцем нью-йоркского театра Рокси — он выкупил долю кинопродюсера Герберта Лабина (англ. Herbert Lubin) за пять миллионов долларов за неделю до открытия театра, состоявшегося 11 марта показом немого фильма с Глорией Свенсон в главной роли. Там же работал танцевальный коллектив The Rockettes (в 1932 году, после того, как у Фокса начались трудности, переехавший в Радио-сити-мьюзик-холл).
В 1927 году Маркус Лоу, руководивший Metro-Goldwyn-Mayer, умер, и контроль над студией перешёл к его помощнику Николасу Шенку. В переменах у конкурента Фокс увидел возможность расширить свою империю путём слияния с материнской компанией MGM Loew's. Боссы MGM Луис Майер и Ирвинг Тальберг были возмущены — несмотря на свои высокие посты, они не были акционерами и не могли повлиять на Шенка. Майер использовал политические связи, чтобы убедить Министерство юстиции подать в суд на Fox за нарушение федерального антимонопольного законодательства. В это время, в середине 1929 года, Уильям Фокс сильно пострадал в автомобильной аварии. Когда он выздоровел, начался обвал фондового рынка, уничтоживший многие финансовые холдинги и похоронивший все шансы на слияние Loew's и Fox.
Фокс потерял контроль над корпорацией Fox Film в 1930 году во время враждебного поглощения. Сочетание краха фондовой биржи, травм, полученных в результате автомобильной аварии, и антимонопольных действий, введённых правительством США, заставили его начать затяжную семилетнюю борьбу, чтобы предотвратить банкротство.
В 1936 году он попытался подкупить судью Джона Уоррена Дэвиса и лжесвидетельствовал, за что был приговорён к шести месяцам тюремного заключения. После отбытия этого срока Фокс ушёл из кинобизнеса.
Уильям Фокс умер 8 мая 1952 года в возрасте 73 лет в Нью-Йорке и был похоронен на кладбище Салем-Филдс в Бруклине. Ни один голливудский продюсер не пришёл на его похороны.

## Личность
Уильям Фокс отличался исключительной целеустремлённостью, дисциплиной и почти одержимой трудовой этикой. Он регулярно работал по 15–16 часов в день, начиная в 9:30 утра с анализа финансов и заканчивая просмотром готовых фильмов около часа ночи. Фокс лично курировал каждый этап кинопроизводства — от переработки сценариев до финального монтажа. Детство в бедности и ранняя необходимость содержать семью сформировали в нём жёсткий, властный и контролирующий характер, который он проявлял как в офисе, так и дома. Он устроил в свою компанию родственников — братьев жены, сестру и даже отца — обеспечив полный контроль над ними.
Фокс был крайне неуверен в себе. Он отрастил густые тёмные усы, чтобы выглядеть более внушительно на фотографиях и тщательно укладывал оставшиеся волосы, чтобы скрыть облысение. Из-за детской травмы левой руки он часто держал её спрятанной в кармане, особенно на публике. Он избегал публичности и фотографий, предпочитая оставаться в тени. Фокс сильно комплексовал по поводу своего образования: боялся делать грамматические ошибки, путал слова («insipid» вместо «insignificant»), и предпочитал не демонстрировать свою неграмотность.
Он был суеверным и эксцентричным человеком. Он всегда носил белые носки, даже на заседаниях совета директоров, что было связано с его навязчивым стремлением к безупречной аккуратности и чистоте вплоть до мельчайших деталей. Верил в сакральное значение числа 3, утверждая, что его 21-летие, свадьба и начало нового века (1 января 1900 года) стали судьбоносной точкой. Фокс также считал, что может читать мысли других людей путём ментальной концентрации.
Среди коллег у него была неоднозначная репутация: его описывали как «жёсткого», «строгого», «непримиримого», но одновременно как человека справедливого и умеющего добиваться результатов. Он избегал ненужных трат, но не жалел средств на то, во что верил.